# Craugastor cyanochthebius
Craugastor cyanochthebius é uma espécie de anfíbio anuros da família Craugastoridae. Está presente nas Honduras. A UICN classificou-a como quase ameaçada.